# Нитрид цинка
Нитрид цинка — неорганическое бинарное химическое соединение азота и цинка. В чистом виде представляет собой кубическую кристаллическую структуру соединения. Чаще всего кристаллы нитрида цинка чёрного или темно-зелёного цвета.

## Получение
Нитрид цинка может быть получен терморазложением цинкамида (диамид цинка) в анаэробной среде, при температурах свыше 200 °C. Побочным продуктом реакции является аммиак:
{\displaystyle {\mathsf {3Zn(NH_{2})\rightarrow Zn_{3}N_{2}+4NH_{3}}}}
Он также может быть сформирован при нагревании цинка до 550—600 °C в токе аммиака; побочным продуктом является водород:
{\displaystyle {\mathsf {3Zn+2NH_{3}\rightarrow Zn_{3}N_{2}+3H_{2}}}}

## Химические свойства
Нитрид цинка бурно реагирует с водой с формированием аммиака и оксида цинка:
{\displaystyle {\mathsf {Zn_{3}N_{2}+3H_{2}O\rightarrow 3ZnO+2NH_{3}}}}
Растворяется в соляной кислоте и обратимо реагирует с литием электрохимическим образом. Как и нитрид магния (Mg3N2), нитрид цинка имеет высокую температуру плавления. При температуре выше 700°С разлагается на цинк и азот.